# Taipas do Tocantins
Taipas do Tocantins là một đô thị thuộc bang Tocantins, Brasil. Đô thị này có diện tích 1116,195 km², dân số năm 2007 là 1916 người, mật độ 1,72 người/km².